# Castelo dos Bugres
O chamado Castelo dos Bugres localiza-se na região de Joinville, no estado de Santa Catarina, no Brasil.
Trata-se de uma formação de rochas sobrepostas, no alto da serra do Mar, além da cota de mil metros acima do nível do mar. Pode ser apreciada a partir da Estrada Princesa Dona Francisca, atraindo montanhistas que gostam de escalá-la, apreciar a vista e desfrutar de uma pequena caverna no local. O percurso é marcado por pequenos mananciais de água, muitas rochas e exemplares de árvores frondosas como canelas, perobas, urucuranas, araçás com as quais convivem samambaias, gravatás, bromélias e outras espécies de pequeno porte. Entre as aves, identificam-se jacús, inambús e periquitos. Também podem ser apreciados bandos de macacos de pequeno porte, como bugio e sagui.
Do alto da formação, em dias claros, avista-se, além da floresta, grande parte da baía de Babitonga, São Francisco do Sul Pirabeiraba e os vales circundantes.
Uma lenda regional refere que ali existe uma entrada para o centro da Terra. Uma outra lenda refere que, em noite de Lua Cheia, aparece um indígena montado em um cavalo branco.
A pratica do rapel é uma opção de lazer e aventura, pois há vários pontos para ancoragem.